# 1809 a tudományban
Az 1809. év a tudományban és a technikában.

## Publikációk
- Joseph Gay-Lussac: Sur la combinaison des substances gazeuses, les unes avec les autres[1] Gay-Lussac-törvény ... „a gázok mindig térfogataik egyszerű arányában egyesülnek egymással.”
- Carl Friedrich Gauss: Théorie du mouvement des corps célestes parcourant des sections coniques autour du soleil (Az égitestek mozgásának elmélete)
- Jean-Baptiste de Lamarck: Philosophie zoologique, ebben összefoglalja az evolúcióra vonatkozó nézeteit

## Születések
- január 4. – Louis Braille francia vak pedagógus, feltaláló, a vakok által használt írás, a róla elnevezett Braille-írás létrehozója († 1852)
- január 6. – Petzval Ottó mérnök-matematikus, egyetemi tanár, az MTA tagja († 1883)
- február 12. – Charles Darwin angol természettudós, az evolúcióelmélet kidolgozója  († 1882)
- április 15. – Hermann Günther Grassmann német matematikus, algebrista, filológus, nyelvész. Főként a vektorfogalom általánosítása fűződik a nevéhez († 1877)

## Halálozások
- augusztus 17. – Matthew Boulton angol mechanikus (* 1728)
- november 23. – Winterl József Jakab magyar orvos, kémikus, botanikus (* 1739)